# カルロ・バルトレツ
カルロ・バルトレツ（Karlo Bartolec、1995年4月20日 - ）は、クロアチア・ザグレブ出身のサッカー選手。ネムゼティ・バイノクシャーグI・プスカシュ・アカデーミアFC所属。ポジションはDF。クロアチア代表。

## クラブ経歴
2014年3月15日、HNKリエカとの試合でプロデビュー。
2016年8月28日、FCノアシェランに2年契約で移籍した。
2019年7月1日、FCコペンハーゲンと4年契約を結んだ。
2023年1月23日、プスカシュ・アカデーミアFCに1年半契約で移籍した。

## 代表経歴
2018年10月15日、ヨルダン代表との親善試合でA代表デビューを飾った。